# La donna che venne dal mare
La donna che venne dal mare è un film del 1957 diretto da Francesco De Robertis.
È l'ultima pellicola realizzata in bianco e nero dal regista, che dal film successivo passerà al colore. I protagonisti sono Vittorio De Sica e Sandra Milo

## Trama
La donna che venne dal mare è una bella ragazza bionda al centro di una vicenda di spionaggio durante la seconda guerra mondiale. Il servizio segreto italiano considera la rocca di Gibilterra un punto strategico da smantellare: i sommozzatori italiani compiono azioni di sabotaggio alle unità navali inglesi ancorate nella rada di Gibilterra, ma gli inglesi proteggono la zona. Gli agenti segreti, invece, si affrontano sulla terraferma e le spie italiane hanno la meglio grazie proprio all'intervento della ragazza.

## Produzione

### Cast
Nel cast, con Vittorio De Sica e Sandra Milo, appaiono Peter Lynn, Juan Calvo, Nino Milano e Pedro Gimenez.
De Robertis inserisce ancora una volta l'attore Nino Milano, l'unico attore che appare in ben cinque film del regista.

## Distribuzione
Il film è stato presentato sul mercato internazionale con il titolo L'aventurière de Gibraltar, ed uscì nelle sale italiane il 4 ottobre 1957.